# Shaun Derry
Shaun Peter Derry (Nottingham, 6 december 1977) is een voormalig Engels voetballer en voetbaltrainer. Tijdens zijn actieve carrière kwam hij onder andere voor Queens Park Rangers en Crystal Palace FC uit.

## Clubcarrière
Shaun Derry begon zijn voetbalcarrière bij Notts County in 1995. Na drie jaar verliet hij die club al voor Sheffield United. Door zijn goede spel aldaar kon hij de overstap maken naar Portsmouth FC. Onder trainer Graham Rix groeide hij zelfs uit tot teamcaptain. In 2002 maakte hij de overstap naar Crystal Palace FC. Tijdens zijn verblijf in Londen was hij een belangrijke speler in het team dat er in 2004 in slaagde te promoveren naar de Premier League. Het seizoen daarna wist hij zich niet in de basis te spelen en volgde er een uitleenbeurt naar Nottingham Forest, de club uit zijn geboortestad.
Tijdens zijn verblijf in Nottingham wist hij de scouts van Leeds United te overtuigen. In 2005 volgde daarom ook de overstap naar Leeds. In zijn eerste seizoen was hij een belangrijke speler in het elftal, maar na de degradatie van het team in 2007 werd zijn rol in het elftal alsmaar minder groot. In november 2007 ging hij eerst op huurbasis spelen voor zijn oude club Crystal Palace om in augustus 2008 definitief te worden overgenomen. Derry was een vaste kracht in het team van trainer Neil Warnock. Zodoende maakte hij in 2010 de overstap naar Queens Park Rangers, waar toen ook Warnock trainer was. Derry was een belangrijke basisspeler in het team dat in 2011 kampioen wist te worden en zodoende wist te promoveren naar de Premier League. Twee jaar later degradeerde hij alweer met de club. Voor het seizoen 2013-2014 werd hij uitgeleend aan Millwall FC.

## Trainerscarrière
Op 7 november 2013 tekende Derry zijn contract als hoofdcoach van Notts County en beëindigde daarmee zijn actieve voetbalcarrière. Hij volgde Chris Kiwomya op. Op 23 maart 2015 werd hij daar ontslagen en opgevolgd door de Nederlander Ricardo Moniz. Op 23 november 2015 tekende hij een contract als trainer bij de club Cambridge United. Na drie jaar trainer te zijn geweest van de club verliet Derry in 2018 Cambridge na goed onderling overleg.

## Erelijst
Queens Park Rangers
- Football League Championship

2011